# Монтебело ди Бертона
Монтебѐло ди Берто̀на (на италиански: Montebello di Bertona, на местен диалект Mundibbèllë, Мундибелъ) е село и община в Южна Италия, провинция Пескара, регион Абруцо. Разположено е на 615 m надморска височина. Населението на общината е 1021 души (към 2010 г.).